# Chionaema dudgeoni
Chionaema dudgeoni är en fjärilsart som beskrevs av George Francis Hampson 1895. Chionaema dudgeoni ingår i släktet Chionaema och familjen björnspinnare. Inga underarter finns listade i Catalogue of Life.